# Équatoire

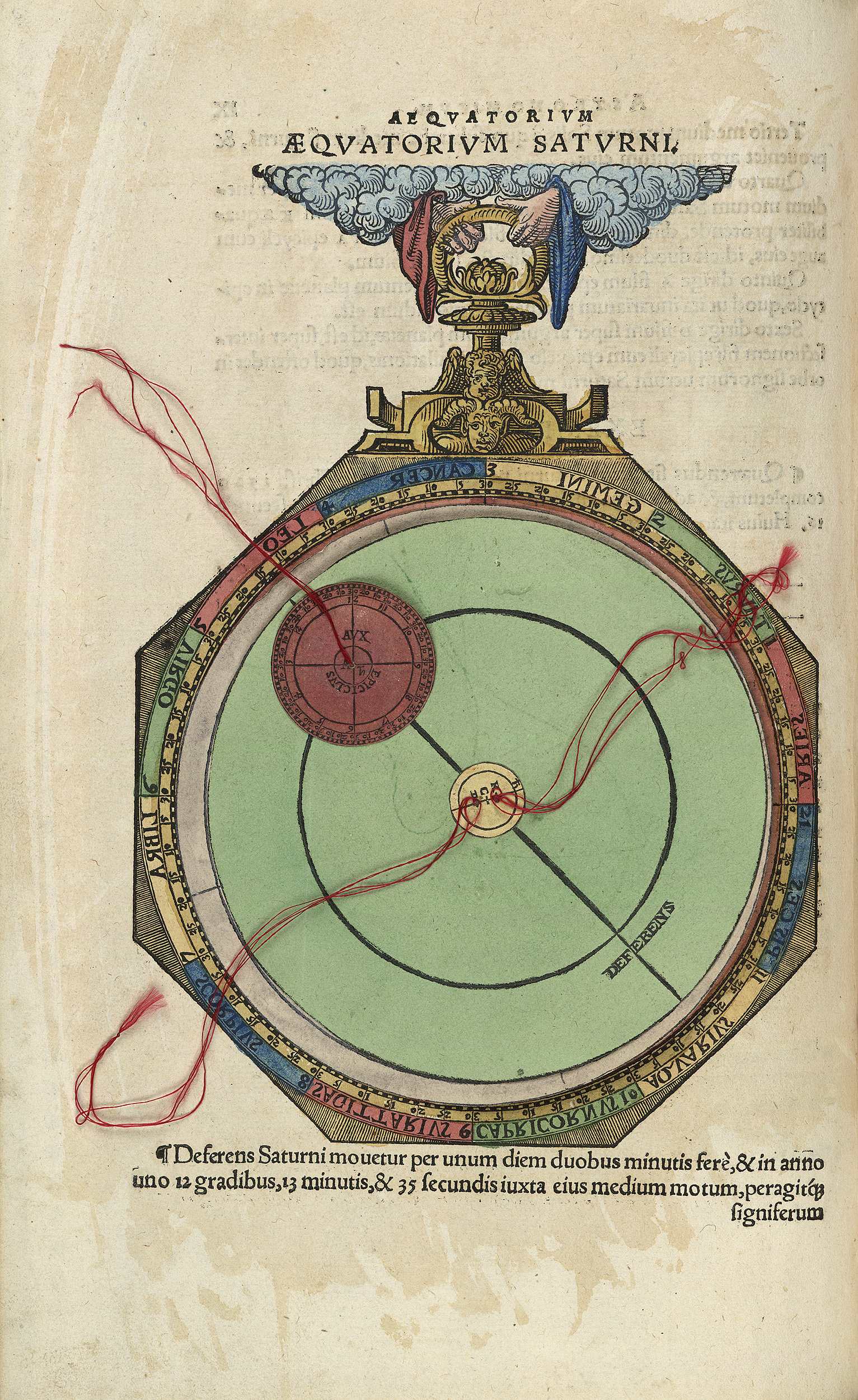
Équatoire de Saturne (Johann Schöner).

L'équatoire (en latin : equatorium) est un instrument de calcul astronomique. Il sert à déterminer les positions de la Lune, du Soleil et des planètes — suivant le système de Ptolémée — sans calcul, à l'aide d'un modèle géométrique représentant la position des objets célestes.